# 景观生态学

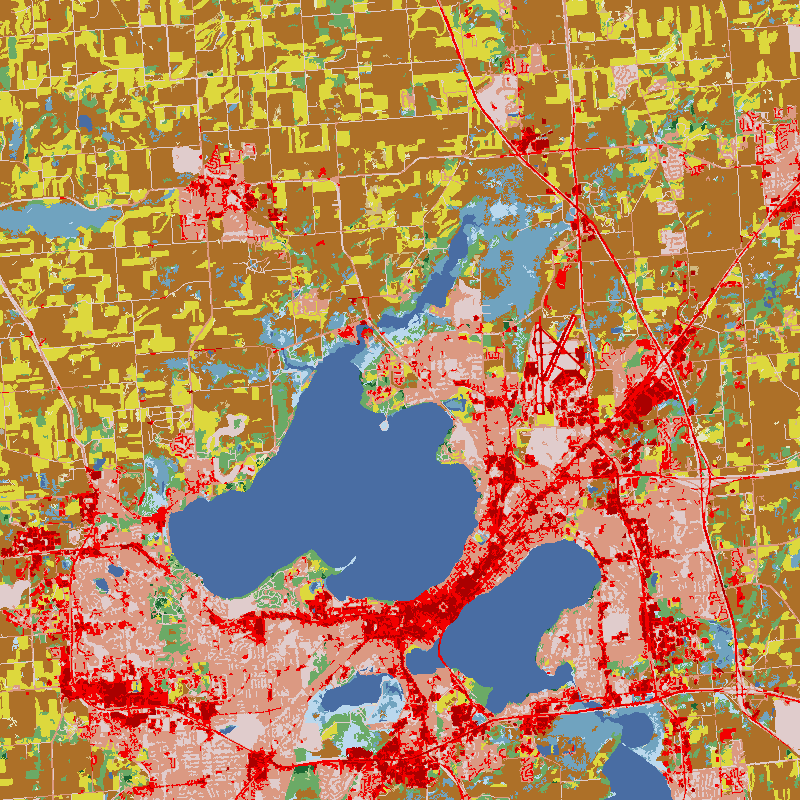
美国威斯康星州麦迪逊市周围的土地覆盖状况。黄色和棕色为田野，蓝色为水面，红色为城市地表。

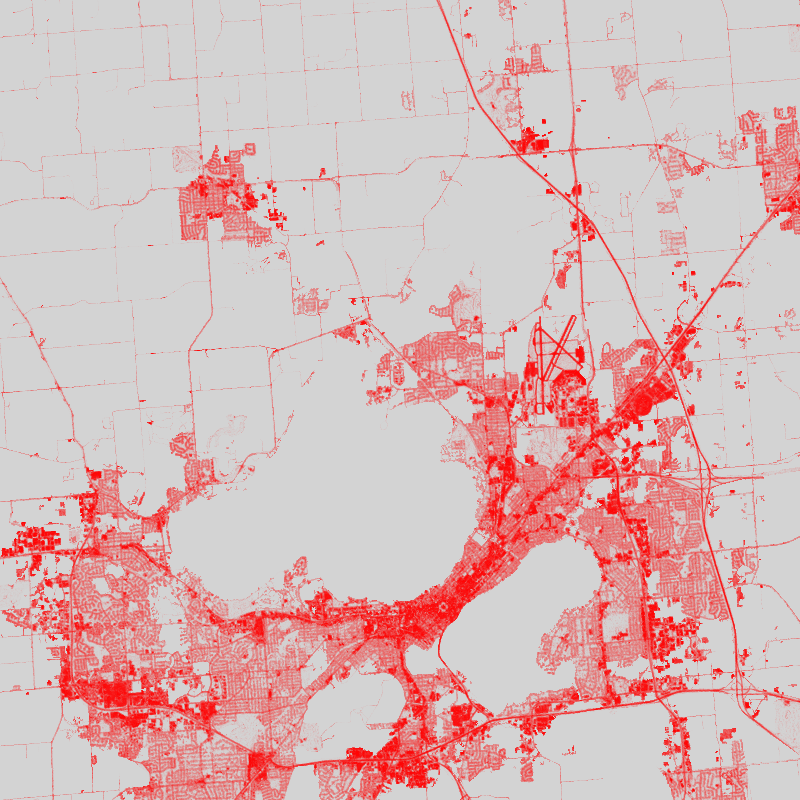
威斯康星州麦迪逊市周围的硬化地表

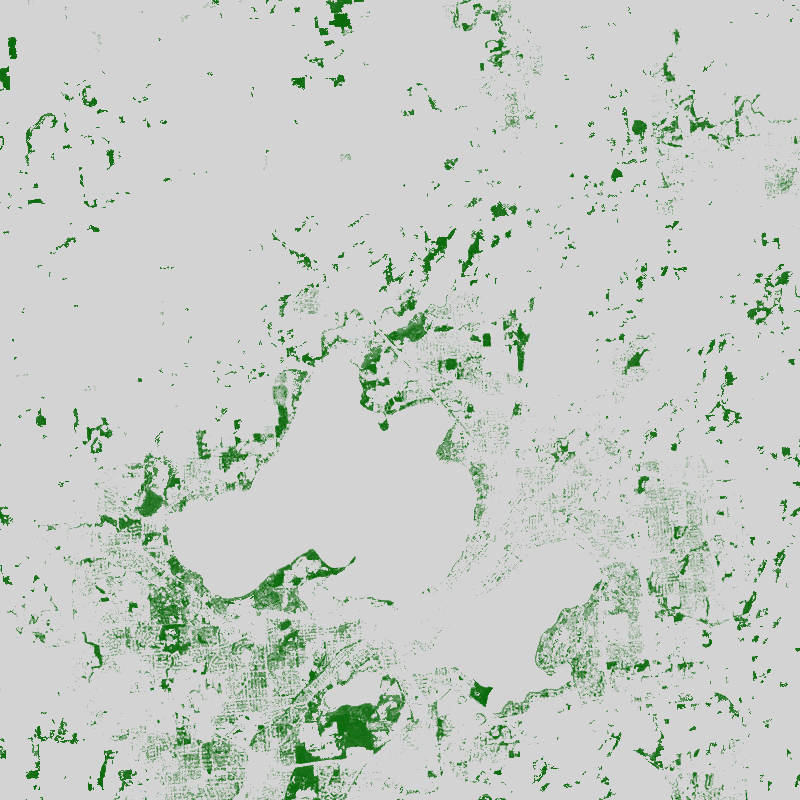
威斯康星州麦迪逊市周围的树冠

景观生态学（英語：landscape ecology，又名地景生態學）是研究和改善环境中的生态过程与特定生态系统之间的关系的科学。这是在不同景观尺度、发展空间格局以及研究和政策的组织层次上完成的。简而言之，景观生态学是景观多样性的科学，而景观多样性是生物多樣性和地质多样性协同作用的结果。
作为系统科学中一个涉及大量交叉学科的领域，景观生态学结合了生物物理学和分析性归纳方法与自然科学和社会科学中的人文和整体观点。景观是空间上异质的地理区域，其特征是包含相互作用的各种不同斑块或生态系统，其中既有相对自然的陆地和水生系统（例如森林、草原和湖泊），也有人工主导的环境（包括农业和城市环境）。
景观生态学的最显著特征是重视格局（pattern）、过程（process）和尺度（scale）之间的关系，以及关注广泛的生态和环境问题。这些都需要将生物物理科学与社会经济科学结合起来。景观生态学的主要研究主题包括景观斑块中的生态流、土地利用和地表覆盖的变化、规模化、将景观格局分析与生态过程联系起来，以及景观保护和可持續性。景观生态学还研究人类对景观多样性的影响，在形成和传播导致流行病的新型人类病原体中起到何中作用。

## 术语
景观生态学的德语词（对应英语）由德国地理学家卡尔·特罗尔于1939年提出。他的早期作品中提出了该术语和许多景观生态学的早期概念，其中包括将航拍照片判读应用于环境与植被之间相互作用的研究。

## 解释
异质性是一种衡量景观各部分之间不同程度的度量。景观生态学着眼于这种空间结构如何在景观水平上影响生物丰度以及整个景观的性质和功能。这包括研究格局或景观的内部序列对生物功能的过程或持续运作的影响。景观生态学还包括应用于地形设计和改造的地貌学，也就是对地质构造如何构成景观结构的研究。

## 历史

### 理论的演变
景观生态学的一个核心理论源于麦克阿瑟和威尔逊的《岛屿生物地理学理论》。该著作认为，岛屿上的生物多样性是来自大陆的种群的竞争性定殖和随机绝灭的结果。藉助Levins的集合种群模型，岛屿生物地理学这一概念从实体的岛屿推广到了抽象的棲息地斑块（实践中可应用在农业景观等场景）。这一推广为保育生物學家提供了评估生境破碎化對种群生存力之影响的新工具，从而推动了景观生态学的发展。景观生态学的新发展很大程度上归功于地理信息系统（GIS）的发展和大范围栖息地数据（例如遥感数据集）的获得。

### 发展成为学科
欧洲的景观生态学源于历史上人类主导景观的规划。此后，一般生态学理论的概念在北美得到融入。一般生态学理论及其子学科着重研究以层级结构（典型的结构如生态系统、种群、物种和群落）组织的同质、离散群落单元，而相比之下，景观生态学是建立在时空异质性的基础上的。它通常包括人工景观再概念的理论和实践中的变化。
到1980年，景观生态学已成为一门独立的学科。其标志是1982年国际景观生态学协会 （页面存档备份，存于）（IALE）的组建。一些里程碑意义的书籍也是在同一时期出版的，包括Naveh和Lieberman以及Forman和Godron的著作，确定了该学科的范围和目标。Forman写道：尽管对“人类尺度的空间构型的生态学”的研究只有不到十年的历史，但其在理论发展和概念框架的应用方面具有巨大的潜力。
如今，景观生态学的理论和应用在受不断变化的景观和环境中对创新应用之需求的驱动而不断发展。景观生态依赖诸如遥感、GIS和模型等先进技术，其中也伴随着检验格局与过程间相互作用的定量方法的发展。例如，根据地形确定土壤中的碳含量，地形图可能来自地区的GIS地图、植被种类和降雨数据。又如，珍妮特·富兰克林已将遥感用于将景观生态学应用扩展到预测性植被测绘的领域。

### 景观生态学的定义
如今，对景观生态学概念的理解至少可分成6类：其中一组倾向于更加学科化的生态学概念（生物学的分支学科；见概念2、3和4），另一组的特点是对人类社会及其环境之间的关系进行跨学科研究，倾向于环境地理学视角（见概念1、5和6）：
1. 对主观定义的景观单元进行跨学科分析（例如Neef学派[20][21]）：景观是根据土地使用的均一性来定义的。景观生态学从对人类社会的功能作用的角度探讨景观的自然潜力。要分析这种潜力，就有必要借鉴几种自然科学。
2. 景观尺度上的拓扑生态学[22][23]：“景观”定义为由一系列相互作用并以相似形式重复出现的生态系统（树林、草地、沼泽、村庄等）组成的异质陆地区域。该派别明确景观是人类感知、改造等范围达数千米的区域。景观生态学描述并解释景观的生态系统特征格局，并调查其组成成分的生态系统中的能量、矿物养分和物种的流动，为解决土地使用问题提供重要的知识。
3. 以生物为中心的多尺度拓扑生态学（例如John A. Wiens[24][25]）：明确拒绝Troll、Zonneveld、Naveh、Forman和Godron等人的观点，而认为景观和景观生态的定义独立于人类对自然的认识、利益和改造。无论尺度如何，“景观”都被定义为空间格局影响生态过程的“模板”。构成景观的参考点不是人类，而是所研究的各个物种。
4. 生物组织的景观层面上的拓扑生态学（例如Urban等人。[26]）：根据生态阶层理论，假定自然在多个尺度上运作，并且具有不同的组织层次，这些层次是嵌套层级的一部分。具体而言，该定义认为，生态系统水平之上还存在着景观水平，它因生态系统之间的高强度相互作用、特定的相互作用频率并且通常是相应的空间尺度上而形成并被识别。景观生态学定义为关注空间和时间模式对功能上一体的多物种生态系统的组织和相互作用的影响的生态学。
5. 利用自然科学和人文社科对社会-生态系统进行分析（例如Leser[27]、Naveh[28][29]、Zonneveld[30]）：景观生态学被定义为一门跨学科的超科学（super-science），它探索人类社会与其特定环境之间的关系，其工具不仅限于各种自然科学，也包括社会科学和人文科学。这种理解背后的假设是：社会系统与其特定的周围生态系统联系在一起，从而使两个系统形成一个协同进化、自组织的统一体，即“景观”。社会的文化、社会和经济层面是全球生态层次体系的组成部分，而景观则被认为是“整体人类生态系统”的呈现系统，既涵盖了自然（“陆界（英语：Geosphere）”）又涵盖了精神（“智慧圈”）领域。
6. 以生活世界景观的文化意义为指导的生态学（实践中常用[31]，但未明确定义，案例见Hard[32]、Trepl[19]）：景观生态学被定义为由外部目标指导的生态学，即维护和发展生活世界（英语：Lifeworld）景观。它提供了实现这些目标所必需的生态学知识。它研究如何维持和发展那些（i）是生活世界、美学和象征性景观的物质“载体”，且（ii）满足社会功能要求的种群和生态系统，包括供给、调节和支持生態系統服務。因此，景观生态学主要涉及种群和生态系统，这些种群和生态系统是经历传统的、区域特定的土地利用形式所产生的。

## 与生态学理论的关系
一些景观生态学理论的研究（主要是欧洲传统语境下的研究），可能由于其研究领域广泛、种类繁多而略微超出了“科学学科的经典和首选领域”。但是，一般生态学理论在许多方面都是景观生态学理论的核心。景观生态学包含四个主要原则：空间异质性的发展和动态、异质景观之间的交互和交换、空间异质性对生物和非生物过程的影响，以及空间异质性的管理。它与传统的生态学研究（通常假定系统在空间上是同质的）的主要区别在于对时空模式的考虑。

## 重要术语
景观生态学不仅创造了新的术语，而且还以将既有的生态学术语“旧词新用”。景观生态学使用的许多术语与学科本身一样和其他领域相互联系、相互交叉。

### 景观
“景观”（landscape，又称地景）是景观生态学的中心概念，但是它有多种完全不同的定义方式。例如：卡尔·特罗尔认为景观不是一种心理建构，而是一种客观存在的“有机实体”，是一种和谐而不可分的空间。恩斯特·尼夫将景观定义为全球范围内不间断地相互连接的地理要素之中的片段，这些片段是根据其特定土地用途的一致性来界定的，因此是以人类中心和相对的方式进行定义。理查德·福尔曼（Richard Forman）和米歇尔·戈德隆（Michel Godron）则认为，景观是由一系列相互作用的生态系统组成的异质的陆地区域，其中这些生态系统以类似的形式重复出现，例如一个景观中的生态系统可能包含树林、草地、沼泽和村庄，他们也指出，景观是至少方圆几公里的区域。约翰·A·维恩斯（John A. Wiens）反对卡尔·特罗尔（Carl Troll）、伊萨克·桑内维尔德（Isaak S. Zonneveld）、泽夫·纳夫（Zev Naveh）、理查德·福尔曼/米歇尔·戈德隆等人所阐述的传统观点，即认为景观是人类与之相互作用的方圆数公里的环境；相反，他将“景观”（无论尺度如何）定义为“空间格局影响生态过程的模板”。还有人将“景观”定义为包含两个或多个紧邻的生态系统的区域。

### 尺度和异质性（包括组成、结构和功能）
尺度是景观生态学的一个主要概念。尺度关系代表地图上和真实世界的关系，比例尺将地图图像上的距离与地球上相应的实际距离相关联起来。尺度也是对象或过程的空间或时间度量，或空间分辨率的大小。尺度包括组成（composition）、结构（structure）和功能（function），均为重要的生态学概念。应用于景观生态学时，组成是指景观上显现的斑块类型（见下文）的数量及其相对丰度，例如森林或湿地的数量、森林边缘的长度或道路密度可以是景观组成的方面。结构由景观中不同斑块的组成、配置和比例决定。而功能是指景观中的每个元素如何根据其生命周期活动进行交互。格局（pattern）是表示土地异质区域的内容和内部序列的术语。
景观具有结构和格局，意味着它具有空间异质性，或整个景观中的对象分布不均匀。异质性是将景观生态学与其他生态学学科区分开来的一个关键要素。景观异质性也可以通过基于主体的方法来量化。

### 斑块和镶嵌
斑块（patch）是景观生态学的一个基本术语，定义为与其周围环境（基质）不同的相对均质的区域。斑块是景观变化和波动的基本单位，其变化过程称为斑块动态。斑块具有确定的形状和空间构型，并且可以用内部变量（例如树的数量、树的种类数、树的高度或其他类似的度量）来组合描述。
基质（matrix）是景观中具有最高连接度的“背景生态系统”，连接度是衡量廊道、网络或基质的连通性或空间连续性的度量。例如，森林景观（基质）中，森林覆盖缺口（空斑块）越少，其连接度越高。廊道（corridor）具有重要的功能，可以作为一种与两侧的相邻陆地不同的特殊景观带。网络（network）是廊道相互连接形成的系统。而镶嵌描述的是组成整个景观的斑块、廊道和基质的格局。

### 边界和边缘
景观斑块之间的边界可能是明确的，也可能是模糊的。相邻接的生态系统的边缘构成的区域称为边界（boundary）。边缘（edge）是指生态系统外缘附近的部分，其中相邻斑块的影响可能会导致斑块核心部分与边缘之间的环境差异。这种边缘效应（edge effect）的影响包括独特的物种组成或丰度。例如，当景观是明显不同类型的镶嵌（例如与草原相邻的森林）时，边缘即为两种类型邻接处。而在连续的景观中（例如茂密的森林转换为较开阔的树林），边缘位置是模糊的，有时需要用局部梯度的阈值（例如树木覆盖率低于35％的点）来确定。

### 生态过渡带、生态梯度和生态区
生态过渡带（ecotone，又称群落交错区）是一种边界，是指两个群落之间的过渡带。生态过渡带可以自然产生，例如湖岸，也可以是人为产生的，例如在森林中砍伐开辟的农田。过渡带群落拥有各个相邻群的特征，并且通常会存在相邻群落中没有的特有物种。过渡带的典型例子包括篱笆、森林向沼泽地的过渡、森林向草地的过渡，或陆水界面，如森林中的河岸消落区。生态过渡带的特征包括植被遽变、群落外貌变化、空间群落镶嵌的发生、丰富的外來物種、过渡带物种、空间质量效应，以及高于或低于过渡带任一侧的物种丰富度。
生态梯度（ecocline）是另一种景观边界，但它是生态系统或群落环境条件中逐渐而连续的变化。生态梯度有助于解释景观中生物的分布和多样性，因为一种生物在特定条件下可以更好地生存，生物的分布因而随生态梯度的变化而变化。它们包含的异质群落被认为比过渡带更为环境稳定。生態區（ecotope）是一个空间术语，指景观的制图和分类中在生态上相对一致的最小单元。它们是相对均匀的，是空间上明确的景观单位，用于将景观分为生态特征不同的层级。它们可用于测量和绘制景观结构、功能和随时间变化的图像，以及检验干扰和破碎化的影响。

### 干扰和破碎化
干扰（disturbance）是一种极大改变系统的结构或功能中的变异模式的事件。破碎化（fragmentation）是指栖息地、生态系统或土地利用类型被分解成较小的地块。干扰通常被认为是自然过程。破碎化会导致土地模式的转变，这是景观发生发展时的一种重要过程。
反复、随机的植被清除（无论是由于自然干扰还是人类活动）的一个重要后果是，连续的植被会分解成孤立的斑块。当清除的区域超过临界水平时，这种情况就会发生，这意味着景观呈现出两个相位：连接和分离。

## 理论
景观生态学理论强调人类对景观结构和功能的影响。它也提出了修复已退化景观的方法。景观生态学明确地将人作为导致景观功能变化的实体之一。景观生态学理论包括景观稳定性原理，该原理强调景观结构异质性在提升抗干扰性、从干扰中恢复以及提升整体系统稳定性方面的重要作用。这项原则是对一般生态学理论的重要贡献，它理论强调了景观各个组成部分之间关系的重要性。
景观要素的完整性有助于维持对外部威胁（括人类活动造成的发展和土地模式转变的）抵抗力。对土地利用变化的分析包括了一种有强烈地理学色彩的方法，使人们接受了景观多功能特性的观念。由于生态学家之间的专业见解及其跨学科方法的差异，景观生态学仍然需要一种更为统一的理论（Bastian 2001）。
等级理论（hierarchy theory）是一个重要的相关理论，它是指离散的功能元素构成的系统在两个或多个不同等级的尺度上链接时如何运作。例如，森林景观可能由流域分层组成，而流域又由局部生态系统组成，局部生态系统又由树木和间隙组成。景观生态学的新近理论发展强调了格局与过程之间的关系，以及空间尺度变化对提取跨尺度信息的潜力的影响。多项研究表明，景观具有临界阈值，在该阈值下，生态过程会陡然变化，例如由于温度特征的微小变化有利于入侵者的棲息地需求，入侵物种可能会完全改变景观。

## 应用

### 研究方向
景观生态学的发展说明了空间格局与生态过程之间的重要关系。这些新发展结合了将广泛的时空尺度上的空间格局与生态过程联系在一起的定量方法。时间、空间和环境变化之间的这种联系可以帮助管理者实施计划以解决环境问题。近年来，对空间动力学的关注日益增加，这对发展可以分析格局、确定空间外显过程的重要性，以及建立可靠模型的新的定量方法提出了新的要求。多變量分析技术通常用于检验景观水平的植被格局。研究使用统计技术（例如聚类分析、典范对应分析（CCA）或降趋对应分析（DCA））对植被进行分类。梯度分析是另一种确定景观中植被结构或帮助划定重要湿地栖息地以进行保护或休养的方法（Choesin和Boerner 2002）。
气候变化是构成当前景观生态学研究的另一个主要组成部分。生态过渡带作为景观研究的一种基本单元，对于气候变化情景下的管理可能具有重要意义，因为由于边缘生境的不稳定性，生态过渡带在影响之下可能首当其冲。欧洲北部地区的研究，例如通过在挪威长期观察测量，检验了积雪、融化、冻融作用、渗滤、土壤湿度变化和温度动态等景观生态过程。该研究分析了中部高山生态系统之间跨时空的梯度，以确定环境中动物分布方式之间的关系。观察动物的栖息地以及植被如何随时间变化，可以洞悉整个景观在很长一段时间内的冰雪变化。
其他一些景观规模研究认为，人类影响可能是全球大部分地区景观格局的主要决定因素。景观可能成为生物多樣性措施的替代品，因为从不同类别景观内采集的样品，其动植物组成不同。不同物种可能从一个栖息地“泄漏”到另一个栖息地，对景观生态产生影响。随着人类土地使用活动的扩展以及景观中边缘的占比的增加，这种边缘泄漏对集群完整性的影响在保护中可能会变得更加明显。这是因为保护物种的分类单元，即使不在地方一级，也可以在整个景观级别上实现。

### 土地利用变化模型
土地利用变化模型是景观生态学的一种应用，旨在预测土地利用的未来变化。近年来，由于森林砍伐和城市面积的扩张，地球的大量的土地覆被状况在急剧变化。土地变化模型用于城市规划、地理学、地理信息科学和其他学科中，以清楚地掌握景观过程。

### 与其他学科的关系
景观生态学已和各种生态学分支学科相结合。例如，景观生态学与土地变化科学，以及土地利用与土地覆被变化及其对周围生态的影响密切相关。该学科的的另一项新近发展是更多地考虑了景观湖沼学领域中用于研究湖泊、溪流和湿地的空间概念和原理。海景生态学是地景生态学在海洋和海岸地区的应用。此外，景观生态学与诸如农业和林业等以应用为导向的学科有着重要联系。人类的农业活动一直对生态系统有着深远的影响，而景观生态学为管理由高强度的农业活动产生的环境威胁提供了新的选择。
在林业方面，从伐木取材到植树造景，消费者需求已影响到森林景观的保护和利用。景观林业提供了自己的方法、概念和分析程序。景观生态学被认为是生物科学中一门独特的学科——渔业生物学发展的贡献者，此外还经常被纳入水文学的湿地划定的研究设计中。景观生态学帮助塑造了综合景观管理。最后，景观生态学对进步可持续性科学和可持续发展规划具有深远的影响。例如，2015年的一项研究使用评估指标，国家-景观以及景观生态学工具和方法，对整个欧洲的可持续城市化进行了评估。
景观生态学还与群体遗传学相结合，形成了景观遗传学领域，该领域解决了景观特征如何跨时空影响动植物种群结构和基因流，以及介入其中的景观（基质）的品质如何影响空间变化。在2003年提出该术语后，景观遗传学领域到2010年已扩展到超过655个研究，并在今天继续发展。随着遗传数据的获取变得越来越容易，生态学家越来越多地使用它来回答新的进化论和生态学问题，其中许多涉及景观如何影响进化过程，尤其是正在被人类改变、生物多样性正在丧失的景观中。